# 瓦拉干镇
瓦拉干镇是中华人民共和国黑龙江省大兴安岭地区塔河县下辖的一个镇。

## 行政区划
瓦拉干镇下辖以下村级行政区划单位：
瓦拉干社区。